# José Ignacio Cárdenas
José Ignacio Cárdenas García (Táriba, Venezuela, 1874 - Buenos Aires, Argentina, 13 de septiembre de 1949) fue un médico, físico, político y diplomático venezolano. 

## Biografía
Hijo del doctor Antonio María Cárdenas Díaz y Balbina García. Entre 1910 y 1925 fue agente diplomático de Juan Vicente Gómez en Europa, especialmente en España, Francia y Holanda, espiando las actividades de los exiliados, descubriendo en 1921 la conspiración de los generales Francisco Linares Alcántara Estévez y José María Ortega Martínez.
Volvió en 1927 a su país y es ministro de Obras Públicas y de Fomento, pero dos años después es enviado a Holanda. Desde allí informa sobre la invasión del Falke capitaneada por el general Román Delgado Chalbaud y se encarga de vigilar las andanzas de Rafael Simón Urbina (1929-1930).

## Últimos años
A raíz de la muerte de Gómez (1935), permanece exiliado en Europa y luego en Argentina. Después del golpe de Estado de 1945, es incluido en los Juicios de Responsabilidad Civil y Administrativa llevados a cabo por la Junta Revolucionaria de Gobierno en 1946 en contra de los funcionarios gomecistas. Muere en Buenos Aires el 13 de septiembre de 1949.